# La Pera (Tabasco)
La Pera es una localidad del municipio de Nacajuca ubicado en la subregión centro del estado mexicano de Tabasco.

## Geografía
La localidad de La Pera se sitúa en las coordenadas geográficas 18°01′10″N 92°58′00″O / 18.019444, -92.966667, a una elevación de 10 metros sobre el nivel del mar.

## Demografía
Según el Conteo de Población y Vivienda 2020, efectuado por el Instituto Nacional de Estadística y Geografía, la localidad de La Pera tiene 432 habitantes, de los cuales 196 son del sexo masculino y 236 del sexo femenino. Su tasa de fecundidad es de 1.89 hijos por mujer y tiene 122 viviendas particulares habitadas.
| Gráfica de evolución demográfica de La Pera entre 2005 y 2020 |
|                                                               |
| INEGI.                                                        |